# 斷續調
斷續調(Seguiriyas) (又稱為 siguiriyas, siguerillas, siguirillas, seguidilla gitana, 等等)是一種屬於無伴奏曲式的佛朗明哥曲式，屬於深沈之歌的一種，是佛朗明哥中最重要的曲式之一，富於深沈的情感。

## 節奏
Seguiriya 通常用 A Phrigian 調式。節奏是十二拍，重拍在 1,3,5,8,11:

[1] 2 [3] 4 [5] 6 7 [8] 9 10 [11] 12
就節奏方面，可以看成是一種重拍位置不同的孤調。
也有人用"五拍"來算，五拍有三個短拍跟兩個長拍組成:

[1] and [2] and [3] and uh [4] and uh [5] and
1,2,5 是短拍，3跟4是長拍。

## 歌詞
斷續調是悲傷沈痛的，被稱為深沈之歌。歌詞內容也關於悲劇、痛苦、愛、跟死亡。最古老的 seguiriya 是沒有音樂伴奏的，跟tonás一樣。現在多半用吉他伴奏。
El modelo arcaico de la seguiriya lo conocemos a partir de la llamada seguiriya del Planeta, la más antigua hasta el momento:
"A la luna le pío,  
 
la del alto cielo,  
 
como le pío que me saque a mi pare  
 
de onde está metío".  
 
翻譯： 
 
我向月亮祈求 

高掛在天上的月亮 

祈求她幫助我的父親

逃離他的監牢

## 入舞
最早用 Seguiriya 來跳舞的佛朗明哥舞者是 Vicente Escudero，他在 1940 年編舞，舞風是莊嚴肅穆、不花俏的。

## 中文譯名
中文譯名由台灣 flamenco 舞者林耕而來。
本來吉普賽人吟唱的歌曲並沒有名稱，現在叫做吉普賽人的 siguidilla, 因早年的三拍子民俗歌曲，是『跟隨』（西班牙文：seguir）著節奏舞動而有此名。
部分吉普賽人沒受什麼教育，隨便拼寫，有時拼成 siguidilla，有時拼成 siguirilla，有時又拼成 siguiriya, 因為在安達魯西亞口音中，”d”與“r”有時分不清楚。

『跟隨』，有『接續』的意思，想到金庸小說中的『黑玉斷續膏』，加上佛拉明哥的這種深沉之歌曲調，現代都以三個兩拍加上兩個三拍呈現，節奏上有種斷斷續續的感覺，於是『斷續調』就這樣子成型。

## 外部連結
- https://www.youtube.com/watch?v=ikYw4Sk1O04 （页面存档备份，存于） https://www.youtube.com/watch?v=S4hgAsuofvs （页面存档备份，存于） Alicia Acuña, José Luís Rodríguez 示範及教唱 Seguiriya.

- https://www.youtube.com/watch?v=ajVmaj6Z93o （页面存档备份，存于） 舞者 Marco Flores 表演 Seguiriya 跳舞。

- https://www.youtube.com/watch?v=U4MQsaRIR7Q （页面存档备份，存于） 吉他手 Dani de Morón 演奏 Seguiriya.